# 4900 Maymelou
4900 Maymelou eller 1988 ME är en asteroid i huvudbältet som upptäcktes 16 juni 1988 av den amerikanske astronomen Eleanor F. Helin vid Palomar-observatoriet. Den är uppkallad efter Mayme Lou Stevens Bruce.
Asteroiden har en diameter på ungefär 4 kilometer och den tillhör asteroidgruppen Vesta.